# Nordisk Studentersangerstævne
Nordisk Studentersangerstævne (Engelsk: Nordic Student Singers Summit) – NSSS, er en korfestival der arrangeres hvert tredje år i et nordisk eller baltisk land.

## Historie
Siden 1987 har nordiske og baltiske Universitetskor samlets hvert tredje år i en korfestival. Det første fandt sted i 1987 i Linköping, Sverige. Det var en fornyelse af en gammel tradition fra det 19. århundrede, da de skandinaviske kor rejste gennem Skandinavien med tog eller skib til at besøge hinanden. Det første NSSS havde fokus på pædagogiske og sociale arrangementer. Fra 1996, hvor 1.400 sangere udførde Carmina Burana af Carl Orff i København og i Tallinn 1999 Beethovens Symfoni nr. 9, NSSS er blevet mere af offentlige arrangementer. I Lappeenranta i Finland to stykker var uropført; Symfoni nr. 111 af Leif Segerstam og Das Lied des Wassers af Marcus Fagerudd. Begge under ledelse af Leif Segerstam.

## Formål
Formålet med NSSS er ”at samle de nordiske og baltiske akademiske kor i forskellige former for venskab og glæde, og arrangementer af høj musikalsk og social kvalitet. NSSS arrangeres hvert tredje år, af lokale arrangører.”

## NSSS 1987-2017
- 2017 NSSS X Arkiveret 22. oktober 2020 hos  Wayback Machine, Oulu
- 2014 NSSS IX, Tartu, Estland
- 2011 NSSS VIII, Linköping, Sverige
- 2008 NSSS VII, Stavanger, Norge
- 2005 NSSS VI, Lappeenranta, Finland
- 2002 NSSS   (annulleret)
- 1999 NSSS V, Tallinn, Estland
- 1996 NSSS IV, København, Danmark
- 1993 NSSS III, Trondheim, Norge
- 1990 NSSS II, Turku, Finland
- 1987 NSSS I, Linköping, Sverige